# Suillia beigeri
Suillia beigeri är en tvåvingeart som beskrevs av Woznica 2007. Suillia beigeri ingår i släktet Suillia och familjen myllflugor. Inga underarter finns listade i Catalogue of Life.